# Светско првенство у атлетици на отвореном 2009 — 10.000 метара за жене
Дисциплина 10.000 метара за жене на Светском првенству у атлетици 2009. у Берлину одржана је у 15. августа на Олимпијском стадиону.
За трку су биле пријављене 22 такмичарке. На старту се није појавила Српкиња Оливера Јевтић, па је стартовала 21 такмичарка из 9 земаља.
Постигнуто је пет личних и 4 рекорда сезоне појединих такмичарки.

## Земље учеснице
У такмичењу је учествовало 22 такмичарке из 10 земаља.
| 1. Етиопија (3) 2. Јапан (3) 3. Кенија (3) 4. Кина (1) 5. Нови Зеланд (1) | 1. Португалија (3) 2. Русија (3) 3. САД (3) 4. Србија (1) 5. Турска (1) |

## Рекорди
14. августа 2009.
| Светски рекорд             | Ванг Ђунсја · Кина                 | 29:31,78 | Пекинг, Кина      | 8. септембар 1993 |
| Рекорд светских првенстава | Berhane Adere · Етиопија           | 30:04,18 | Париз, Француска  | 23. август 2003   |
| Рекорд сезоне              | Меселеш Мелкаму · Етиопија         | 29:53:80 | Утрехт, Холандија | 14. јуни 2009     |
| Афрички рекорд             | Меселеш Мелкаму · Етиопија         | 29:53:80 | Утрехт, Холандија | 14. јуни 2009     |
| Азијски рекорд             | Ванг Ђунсја · Кина                 | 29:31,78 | Пекинг, Кина      | 8. септембар 1993 |
| Северноамерички рекорд     | Шелејн Фланаган · Сједињене Државе | 30:22,22 | Пекинг, Кина      | 15. август 2008   |
| Јужноамерички рекорд       | Кармен Оливеира · Бразил           | 31:47,76 | Штутгарт, Немачка | 21. август 1993   |
| Европски рекорд            | Елван Абејлегасе · Турска          | 29:56,34 | Пекинг, Кина      | 15. август 2008   |
| Океанијски рекорд          | Кимберли Смит · Аустралија         | 30:35,54 | Пало Алто, САД    | 4. мај 2008       |

## Освајачи медаља
|                    |                          |                      |
| Линет Масаи Кенија | Меселеш Мелкаму Етиопија | Вуде Алајев Етиопија |

## Квалификационе норме
| А норма  | Б норма  |
| -------- | -------- |
| 31:45.00 | 32:20.00 |

## Сатница
| Датум           | Време | Коло   |
| --------------- | ----- | ------ |
| 15. август 2009 | 19:25 | Финале |

## Резултати
,
| Пласман | Атлетичарка       | Држава           | Време           | Белешке         |
| ------- | ----------------- | ---------------- | --------------- | --------------- |
|         | Линет Масаи       | Кенија           | 30:51,24        | РС              |
|         | Меселеш Мелкаму   | Етиопија         | 30:51,34        |                 |
|         | Вуде Ајалев       | Етиопија         | 30:51,95        |                 |
| 4       | Грејс Момањи      | Кенија           | 30:52,25        | ЛР              |
| 5       | Месерет Дефар     | Етиопија         | 30:52,37        |                 |
| 6       | Amy Yoder Begley  | Сједињене Државе | 31:13,78        | ЛР              |
| 7       | Јурико Накамура   | Јапан            | 31:14,39        | ЛР              |
| 8       | Кимберли Смит     | Нови Зеланд      | 31:21,42        | РС              |
| 9       | Кајуко Фукуши     | Јапан            | 31:23,49        | РС              |
| 10      | Инес Монтеиро     | Португалија      | 31:25,67        | ЛР              |
| 11      | Марија Коновалова | Русија           | 31:26,94        |                 |
| 12      | Флоренс Киплагат  | Кенија           | 31:30,85        |                 |
| 13      | Ана Дулсе Феликс  | Португалија      | 31:30,90        | ЛР              |
| 14      | Шалејн Фланаган   | Сједињене Државе | 31:32,19        |                 |
| 15      | Ксенија Агафонова | Русија           | 31:43,14        |                 |
| 16      | Ана Дијас         | Португалија      | 31:49,91        |                 |
| 17      | Кејт Макгрегор    | Сједињене Државе | 32:18,49        |                 |
| 18      | Џанг ЈинЈинг      | Кина             | 32:33,63        | РС              |
| 19      | Лилија Шобухова   | Русија           | 32:42,36        |                 |
| 20      | Јукари Сахаку     | Јапан            | 33:41,17        |                 |
| —       | Елван Алевејгезе  | Турска           | Није завршила   | Није завршила   |
| —       | Оливера Јевтић    | Србија           | Није стартовала | Није стартовала |